# Trivellona bealsi
Trivellona bealsi is een slakkensoort uit de familie van de Triviidae. De wetenschappelijke naam van de soort is voor het eerst geldig gepubliceerd in 2001 door Rosenberg & Finley.